# 新ソード・ワールドRPGリプレイNEXT
新ソード・ワールドRPGリプレイNEXT（しんソードワールドアールピージーリプレイネクスト）は、2004年から2007年まで富士見書房より単行本が刊行された、ソード・ワールドRPGのリプレイ作品である。全9巻27話+番外編1巻4話で、ゲームマスター(GM) ・執筆者は藤澤さなえ、イラストレーターはかわくが務めた。
プレイヤーズ・キャラクター（PC）はクレスポ、ベルカナ、マロウ、シャイアラ、ブックの5人である。パーティ全体が弁論術・交渉術に長けており、かつ、登場人物の生命力・防御力が冒険者としては異常に低いため、紙のように薄いという意味で「ぺらぺらーず編」という通称が付けられた。

## 特徴
これまでのソード・ワールドリプレイは、前のシリーズが完結してから新シリーズを始めていたのに対して、本作は秋田みやび執筆の『新ソード・ワールドRPGリプレイ』（通称「へっぽこーず編」）完結前に開始された。さらに本シリーズ終了前には、篠谷志乃執筆の『新ソード・ワールドRPGリプレイWaltz』が開始されたため、本シリーズがソード・ワールドリプレイとして単独で発表された期間は、前述の2作の間のみである。本シリーズが好評だった事も手伝って、続編リプレイWaltzの制作が決定した。
なお、このシリーズのGMや執筆者には、他にも候補者がいたものの、藤澤さなえの担当に確定した理由は、試験的に行われたセッションを元に書かれたリプレイである、第0話『ナイト・ビビッド・キューピッド』の出来が良かったためと『ギャンブル・ランブル』の中で明かされた。

### 舞台
本シリーズにおける主な舞台は、ロマール王国など中原南部諸国である。ただし、シリーズ中ではファンドリア王国や旧レイド帝国領も舞台として登場した。
読み物としての要素が強かった前作「へっぽこーず編」では、舞台であるオーファン王国やラムリアース王国などの紹介は限られた範囲に留まったのに対して、本シリーズでは「ワールドガイドとしてのリプレイ」の性格を強く出し、従来のソード・ワールド作品群では悪役国家として登場する事の多かったロマールとファンドリアの様子が詳しく紹介された。さらに、旧レイド帝国の大物残党など歴史人物級のNPCも登場した。
また「モケケピロピロ」「背中の毛の長さ・本数を測るロマール盗賊ギルドの拷問」など、脱線を積極的に公式・準公式の設定として取り込んでいる点も特徴として挙げられる。これらは多くがイラスト化されており、作者やPC達からも好評であった。

### PCの特徴
出来るだけ戦鬪を回避し、戦うとしてもパペット・ゴーレム や協力者・補助魔法を徹底的に活かして、出来るだけ自分達に有利になるよう、最大限に作戦を練る戦闘スタイルに特徴を持つ、自称「アレクラスト一戦わない冒険者」である。
この理由として、攻撃を回避するだけならともかく、実際に打撃を受けた際に、それに耐え得る壁役のメンバーがいないという、脆弱さが挙げられる。さらに、生命力が人間の冒険者としては期待値の半分未満で、攻撃命中が即死に繋がりかねない、クレスポの存在も理由であった。このため、シナリオ発生→展開→戦闘→解決というオーソドックスなリプレイの流れの中での派手な戦闘が存在しない、もしくは初心者GMの戦術宣言を読んで巧みに回避していった事例が目立つ。
また、個人レベル・パーティーレベルにおけるプレイヤーの目的意識が、明確かつ自分本位である。例えば「ギリギリまで交渉で追い詰めて報酬やメリットを引き出す」「盗賊ギルドで出世する」「ライバルを出し抜く」「浮島が飛んできたら我が物にしようとする」など、各キャラの野望や目的が個人的な欲望として明確である。ただし、必ずしも悪人パーティというわけではなく、さらに、メンバーに人情に弱いPCが数人おり、人助けの依頼も引き受けた。最終巻では「他人のためではなく自身のために動いているから」という理由から、GMの用意した「英雄」としての道を蹴り、あくまで「盗賊」として動く事を選んだ。これについてGMは「目から鱗が落ちた」と発言した。

### サブタイトル
リプレイ集ならびに短編小説のタイトルでは、全て韻を踏んでいる。詳細は#作品一覧を参照。

### 漫画版
リプレイでの挿絵の担当者は公式に漫画も発表した。なお、漫画のサブタイトルは特に韻を踏んでいない。これは、漫画のストーリーはGMの藤澤さなえが練り、それを漫画化した作品である。前シリーズの「へっぽこーず編」で公式に作成された漫画が「へっぽこーず編」で挿絵を担当した浜田よしかづによるオリジナルのストーリーであった点とは、異なる。

## 登場人物

### ぺらぺらーず
全員がシナリオ上の経緯により盗賊ギルドに籍を置く。5人全員、敏捷度と知力が高い。一方で、筋力に乏しく、重装備が不可能であり、防御力には欠ける。そのためシリーズ序盤では、内部の人間や読者の一部からスペランカーズと呼ばれていたが、商標の関係で公式名称は「ぺらぺらーず」に決定した。なお後付けではあるが、ベルカナの薄い胸、リプレイ第3話のラストまで正式なパーティーを組まず「たまたま一緒に仕事をする事が多いだけ」と公言する薄っぺらな人間関係 など、様々な意味が加わった。防御力に欠けるパーティでありながら、完結した歴代リプレイパーティの中では、スチャラカ冒険隊と同じく1人も戦死者を出していない。
クレスポ
人間の盗賊で15歳の少年。ロマールの南にある港町フェルダー近隣の漁村の出身で、故郷では水夫をしていた。ロマールに出て路銀が尽きるとスリで生計を立てていた。闘技場で事件に巻き込まれ、そこでたまたま知り合った他のPC達と、成り行きで事件を解決した。
シリーズを通して数々の事件や依頼を解決し、次第にロマール盗賊ギルドでの地位を固めていった。シリーズ第5巻からは下級幹部に昇格したが、パーティ内ではもっぱらベルカナの傀儡と評されている。その後も旧レイド帝国の残党によるロマール転覆の陰謀を阻止するなどの功績を挙げた。エキドナとの最終決戦後、魔法盗賊になる事を目指し、その師匠としてベルカナを誘い、2人で修行の旅に出た。
生命力6、精神力5という、人間に限らず異種族を含めた中でも特筆すべき低さが特徴。本人によると、成長中に大病を患ったためであるらしい。そのため生命力6=1クレスポという単位まで作られてしまった。ただし生命力と精神力を除けば、器用度17→18、敏捷度17→18、知力19、筋力15と決して低い能力ではない。セイラーの一般技能を持っており、それを使う事やレベルを上げる事にこだわるが、水の中に潜るのは嫌がる。
NPC（時には怪物ですら）が女性であるかどうかを常に気にするほどの根っからの女好きだが、年下と貧乳に興味は無いと主張している。ただし、シャイアラにベルカナとの仲をからかわれても特に否定する事はなく、逆に「デート」と言った事もある。また『Waltz』のメンバーと共演した際は、『Waltz』の女戦士キーナに手を出し、同じ『Waltz』のメンバーである女精霊使いのブランシュに手ひどい制裁を受けた。一方で、シャイアラが1回だけ「恋人」になった際には、逆に動揺していた。
生命力が低く、前衛を務めては危険なため、戦闘では鞭を用いて相手を絡め取るなど、側面からの攻撃を多用する。特に敵の女性を鞭で絡め取ることに異常な執念を燃やし、しばしば魔法の鞭が欲しいと発言している。第8巻で魔法の剣をメインウェポンに購入してからは、戦闘で活躍する場合が増えた。
ベルカナ・ライザナーザ
成功した傭兵を父親に持つ17歳の女性魔法使い。出身から父親譲りのファイター技能も持っている。ロマールの賢者の学院を次席で卒業した、優秀な魔法使いという設定である。第1話で愛称は「ベル」だと言っていたものの定着せず、小説版を含めて、誰にも愛称で呼ばれたためしが無い。
体格は小柄で貧乳。よくクレスポと一緒にいるため、シャイアラには「付き合っている」と言われ、その度に否定している。しかし、クレスポが他の女性に色目を使うと真っ先に激怒して制裁を加えている。
パーティの交渉役を務める他に、戦闘時では様々な作戦を立案し、しばしばGMの意表を突く。
当初は箱入り娘で少し世間知らずなお嬢様という名目だったが、次第に腹黒な性格が表出し「ブラックベルカナ」と呼ばれてクレスポ達からも恐れられ、GMからは「ファンドリアでは一番馴染んで活躍していた」などと評され、更にSNEのHP上でも、小説『ダークエルフの口づけ』の極悪キャラクター達 の輪の中に入っていけると言われた。第5巻以降、盗賊ギルドの下級幹部に昇格したクレスポを傀儡として、ライバルであるバーゼルの追い落としを目論むなど、ギルド内での地歩を固めることを画策した。エキドナとの最終決戦後、ロマールに留まるつもりだったが、クレスポの誘いを受け、見聞を広げるついでに彼の魔法の師匠になるという名目で共に旅に出た。
マロウ
ハーフエルフのマーファ神官戦士。マーファ神殿内にファンクラブができる程の美形だが、田舎から出てきたため大変な訛りを言葉に持ち、自分ではモテているという自覚は薄い。ただし標準語が喋れないというわけではなく、変装した際は完璧な標準語を使って見せた。
幼少期に森に捨てられていたのを、狩人の夫婦に拾われて育てられた。成人してからは年齢を数えるのを忘れたため正確な年齢は不明だが、幼馴染の年齢より40代と推測される。養父母が老齢になったので、恩返しに街に出稼ぎに出てきた際にクレスポ達と知り合い、冒険者になった。
本来、人間に比べて筋力・生命力に劣り、戦士向きではないハーフエルフにしては優秀な能力値とダイス運の良さから、パーティの主戦力を務める。
このパーティに欠けている直接戦闘力・良心・美形という要素を全て持ち、訛りを除けば完璧超人と評されていたが、第8巻で高所恐怖症という弱点を持つことが判明した。
エキドナとの最終決戦後、怪我をした養母を養うために故郷の村に帰郷した。養母公認の仲であるシャイアラをどう思っているかは明確でないものの、ロマールに残った彼女と文通を行う約束した。
シャイアラ
長寿命な種族のエルフであるため外見は年老いていないものの、年齢は240歳で放浪の末に自身の出身地を忘れてしまったと言う、精霊使い。美味な食事（ただし菜食主義）と甘いお菓子をこよなく愛し、エルフにしては肉付きが良い体型である。興奮すると耳がくるくる回り、怖い事に遭うと耳が倒れる。
遺跡探索も好み、戦闘時には精霊魔法を使い、その威力からぺらぺらーずのポイントゲッターと評される。
初期の頃は怠惰で高飛車というキャラクターだったものの、シリーズが進むにつれ、徐々に可愛げや色気の面が強く出るように変化していった。例えば、マロウの事がお気に入りで「マロウしゃん」と呼び、彼から「トランスファー・メンタルパワー」で精神力を受け取る時は「ちゅーちゅーする」と表現するなど、行動が少々怪しい。また、シリーズ第6巻以降は、ロマールに石造りの豪邸を建てる事を夢見て貯蓄に励むようになった。第8巻ではマロウの母親に「どうぞマロウの嫁に」と言われ、最終巻ではドラゴンと対峙したマロウに逃げるよう言われたが、彼に告白して付き添いその場に残った。エキドナとの最終決戦後は夢を実現すべくロマールに残り、故郷に帰ったマロウとは文通を行う約束した。
なお、うっかり者で人情に弱い（GM曰く、ぺらぺらーず随一）という側面もある。
ブック
グラスランナーの賢者（セージ）。年齢は30歳。気楽極楽という一般のグラスランナーの性格とは大きく異なり、あらゆる本と戦略戦術をこよなく愛する。物心ついた時から、人間の賢者のお爺さんに読み書きを教わり、本人も賢者を目指すようになった。シャイアラと知り合い、エルフとしての彼女の知識や経験を学ぼうとして、一緒に旅をしていた。実際の待遇はシャイアラの小間使いだが、本人はあまり気にしていない。シャイアラをおだててその気にさせることに関してはパーティでも随一。フレームだけでレンズが入っていない伊達メガネを「クイクイ」と押し上げるのが癖。その時々の話題に関係する本を、どこからともなく取り出して見せるという特技を持つ。
高いセージ技能レベルを持っているのにもかかわらず、肝腎な場面でダイス目がふるわず、知識判定に失敗する事が少なくない。また、彼の言語能力は基本的に読解に偏っており、会話技能はほとんど修得していない。ルールブックにある言語全ての読解を習得してしまったため、それ以上セージ技能レベルを上げるのを躊躇した程である。
シリーズ最終巻で、シャイアラがマロウに告白して共にドラゴンと対峙した際は、敏捷度の高さが災いしてシャイアラ達を残して逃げ出した事になってしまった。エキドナとの最終決戦では8連続クリティカルという驚異的なダメージを出し、一撃でエキドナを倒すという活躍を見せた。最終決戦後はシャイアラと共にロマールに残り、悠々自適の生活に入った。

### したっぱーず
ぺらぺらーずがファンドリアで戦った暗殺者と冒険者達であった。しかし、ぺらぺらーずに敗北した事でファンドリアには居られなくなり、「それは可哀想」とぺらぺらーずの面々が同情したため、ぺらぺらーずの部下という形でロマールの盗賊ギルドを紹介された。彼らの面倒を見る立場上、クレスポはギルド下級幹部昇格の試験を受ける事になった。ちなみに、バブリーズ編でもPCに一時的に雇われたNPCがカタカナ表記で「シタッパーズ」と呼ばれているため、彼らは2代目に当たる。
カクタス
元はファンドリア暗殺者ギルドのアサシンで、シーフとレンジャーの技能を有する。したっぱーずのリーダー格で、自身を「拙者」と言う。趣味は女装である。
グリーン
元はカクタスの部下のアサシンで、シーフとレンジャーの技能を有する。
レイバー
元はファンドリア貿易商ギルドに雇用されて、ぺらぺらーずを襲撃した冒険者パーティーの1人であった。ファイター技能の持ち主だが、後にぺらぺらーずの指示によってプリースト技能を身につけた。
ジーン
元はレイバーの冒険者仲間。ハトを使い魔にした魔法使いで、セージ技能も有する。したっぱーずの紅一点なので、女好きのクレスポによく声をかけられている。
マリオ
元はレイバーの冒険者仲間のシーフ。名前から、よく「弟は見つかったか?」とクレスポ達に言われる。一時期ぺらぺらーずのライバルであるバーゼルに寝返った事があり、以後、立場が弱くなった。女性に弱いようである。

### ロマール
アイリちゃんの宿
アイリ
若くして宿を切り盛りしている看板娘。クレスポに迫られては突っ込みを入れる事が多い。その度にクレスポは生死の境をさまよっているらしいが、手加減はすでに覚えているという描写もある。
レミィ
アイリの宿で働いている13歳の少女。盗賊ギルドにやや色眼鏡つきの憧れを持っており、それが原因で事件に巻き込まれた事もある。クレスポの気を引くため、Dカップの巨乳という設定にされた。
盗賊ギルド
バーゼル
ぺらぺらーず初期の上司。ロマール盗賊ギルドの下級幹部で、官憲との交渉を担当する盗賊。年齢は40代だが、細身で知的な顔立ちをした美男で、実際より若く見える。第1話で（GMの経験不足から）強引にぺらぺらーずに仕事を強制し、報酬についても吝嗇であったため、マロウを除くメンバーからは全く敬われていない。それどころか、むしろ嫌われており、それが「バーゼルを追い落とす」という彼らの上昇志向につながった。クレスポの幹部昇進、レベル面で抜かれた事に伴い、一時はライバルとして功名を競ったが、逆にぺらぺらーずに危機を救われ、現在はクレスポを一応認めている。やや気障りな部分があり、それも不評の一因である。
なお、GM藤澤さなえのお気に入りキャラクターであり、シリーズ第7巻では藤澤の強い要望により、上司コルネリアのカラーイラストを希望する編集者の意向を差し置き、彼が扉絵を飾った。「いい遺影ができました」とは藤澤の弁である。
コルネリア
シリーズ後半におけるぺらぺらーずの上司。20代後半から30代前半の妙齢の女性。体術の長の愛人であり、中級幹部というべき存在である。バーゼルとは違い、甘い物好きという共通点を持つシャイアラと巨乳に惹かれているクレスポを中心に、PCからも信頼されている。かなりノリの良い人物でもある。シリーズ第8巻の扉絵にも描かれた。
カニング
アレクラスト最大の規模を誇るロマール盗賊ギルドの長。10レベルの盗賊で、不可能と言われた盗みを何度も成功させたことから、「神のごとき」という二つ名を持つ。義賊的精神の持ち主で、配下の盗賊が殺人（「暗殺」の部署を除く）や強盗などの行為に手を染める事を禁じている。
シリーズ最終話に登場し、多大な功績を挙げたPC達の希望を受け入れ、ギルドからの脱退を認めた。
ラゼン
ロマール盗賊ギルドの鑑定の部署に所属する盗賊。年齢は40代手前で、髭面で背を丸めた中年男性。ファンドリアの盗賊トエルとは友人。預かっていたトエルの娘シータをファンドリアに送り返す時、自分と彼女の護衛をぺらぺらーずに依頼した。
リッチャー家
ライオー・リッチャー
ロマールの名門貴族の御曹司。第2巻で初登場し、ベルカナに懸想するようになる。ファイター・バード技能を持ち、うっかりベルカナに呪歌の「チャーム（魅了）」をかけたことから、ますます嫌われるようになった。第7巻よりコモドアの領主。領地内で旧レイド帝国残党による反乱を起こされたり、シリーズ終盤では領民と共にエキドナに魅了され、領地を乗っ取られたなどの騒動に巻き込まれたが、いずれもぺらぺらーずの活躍によって助け出された。第9巻ではエキドナと共に、扉絵に描かれた。
セバスチャン
リッチャー家、特にライオーの執事。かつてはロマール盗賊ギルドでも名の知れた盗賊だったが、現在は耄碌が激しい。ライオーと共にエキドナに魅了されてしまったが、ライオーの行動の異変に気づいた事から魅了状態を脱し、エキドナに対抗するレジスタンスグループ（実際にはエキドナの支配にない人々を逃がしている組織）のリーダーとして活動する。
リッチャー卿
ロマールの名門貴族でライオーの父。ライオーが家紋を奪われた際には悪用される前に自分の責任での奪回を命じたり、レイド人の一揆の際にはライオーの同化･宥和政策を許可し後にその成果を認めたなど、基本的に公正な人物。
ぺらぺらーずの親族･関係者
テイワズ・ライザナーザ（ベルカナパパ）
ベルカナの父親。傭兵として成功した高レベルファイター。敏捷度が高く先手を取り易いため「鋼の風」の異名を持つ。未だに実力は衰えていないらしく、襲撃してきたエキドナの子を一撃で倒した。
ユリィ
ベルカナの師匠である初老の女性魔術師。おっとりしていて人当たりは良いが、人使いは荒い。弟子のベルカナに対してはかなり甘いが、初登場時に5ガメルでベルカナをお使いにやったため、ベルカナからは「あんな師匠」呼ばわりされていた。ブックのアドリブで妖怪の本を借りたがっていたとの設定が加わり、後の登場の際は魔獣に関して詳しい人物となった。
ドナート
ユリィの友人の魔術師にして賢者。ロマールの高級住宅街に居を構える。魔法薬の研究の第一人者で、自宅の膨大な蔵書が自慢。本という趣味からブックと意気投合し、心の友となる。短気で癇癪持ちだが好人物で、泣き上戸という面もある。第6巻ではシャイアラとブックのマイホーム計画を知り、彼らのために空いた自宅の隣の土地を紹介した。
ノア
人柄が良くリベラルな思考の持ち主の貴族。テイワズの親友でベルカナとも面識があり、仕事の依頼などを通じてぺらぺらーずとも親しくなった。
ネィプス・カースト
ドナートの隣人でノアの知人。身分による差別意識が強い。元は賢者の学院に所属していたが現在は引きこもり状態で、ぺらぺらーずからは「ヒキオタ」呼ばわりされる。実は密かに危険な研究をしており、周囲から怪しまれている。
ゼリク
マロウの村のマーファの神官。マロウの幼馴染。
モケケピロピロ
マロウの村に住むとされている魚の1種で、美味であるらしい。稚魚は踊り食いをし、成魚は調理するとの事。
ポチ
マロウの村の遺跡に住むスフィンクス。ぺらぺらーず（特にブック）と意気投合した。後にエキドナの事を知っていたアデラに捕まったが、ぺらぺらーずの活躍で救出された。
レフィル
ユセリアス山脈に住む鳥人間フェザーフォルクの精霊使い。真面目で優しい性格。人間に薬草を売った収益で豊かな生活をしていたが、突然現れた魔獣に集落を占拠された。
ジャオル
レフィルの弟で槍使い。シスコンの気がある。人間の不始末で起こした山火事に住処を追われた魔獣が暴れだした事と、密猟者に仲間が誘拐された事で、人間に対してかなり気が立っていた。しかし、フェザーフォルクに変身したベルカナとは仲良くなった。

### ファンドリア
盗賊ギルド「千の指」
トエル
ロマールの盗賊ラゼンの友人。盗賊ギルドに敵対する貿易商ギルドの情報を探りに、幹部の愛人の屋敷に忍び込んだ際に、事件に巻き込まれて行方不明になった。
シータ
トエルの娘。トエルが事件に巻き込まれ、この時点で8歳であったため、ロマールのラゼンの所へ預けられた。
リゼ
トエルの上司に当たる妙齢の美女。ファンドリアに着いたぺらぺらーずに、トエルが依然行方不明である旨を告げた。GMの油断により重要な情報を出しそびれたため、若年性健忘症という設定にされてしまった。
貿易商ギルド「鉄足のロバ」
ヤイバン
貿易商ギルド第2の派閥《ヤイバン派》の首領を務める太鼓腹の中年親父。切れ者でカリスマ性も有するが、無類の女好きでやや頼りない部分がある。突然ライバル派閥の1つである《ダイザー派》に肩入れし、ギルド内での自らの勢力を低下させたため、派閥の首領を更迭された。
ドアーズ
ヤイバンの片腕だった男。突然行動がおかしくなったヤイバンに代わり、派閥の首領の座についた。
ダイザー
貿易商ギルド第7位の派閥《ダイザー派》の首領。ヤイバンからの援助を受け、ギルド内での勢力を第5位まで上昇させた。

## その他
- 劇中に冗談として登場した「I Love ファラリス[26]」Tシャツは同イベントで実際に製作・着用し来場した者がおり[27]清松みゆきが真っ先に脱線トークのネタにしていて、当リプレイの路線、カラーが否定されていない事を示す証左と言える。
- 本リプレイのプレイヤーの中には、それ以前のリプレイでもプレイヤーだった人間が「1人と言わずいる」と第1巻で清松みゆきが発言した。
- ブックのプレイヤーらしき人物がソード・ワールドRPGリプレイxSの最終戦にて、敵側キャラのプレイヤーとして参加した。

## 作品一覧
- 新ソード・ワールドRPGリプレイ集NEXT
  1. 『ロマール・ノワール』 ISBN 978-4829143988
  2. 『ダンジョン・パッション』 ISBN 978-4829144503
  3. 『コロシアム・プレミアム』 ISBN 978-4829144558
  4. 『ファンドリア・ファンクション』 ISBN 978-4829144602
  5. 『トライアル・トラブル』 ISBN 978-4829144640
  6. 『マリン・マーベル』 ISBN 978-4829144718
  7. 『レイド・レボルト』 ISBN 978-4829144756
  8. 『スカイ・ステージ』 ISBN 978-4829144886
  9. 『クリティカル・クライマックス』 ISBN 978-4829145074

0. 『ギャンブル・ランブル』 ISBN 978-4829144961
番外編。シリーズ前のテストプレイである第0話『ナイト・ビビッド・キューピッド』も収録。
- 小説　ソード・ワールド短編集
  1. 『へっぽこ冒険者とイオドの宝』（短編『ボックス・ポックス』を収録） ISBN 978-4829116906
  2. 『へっぽこ冒険者と緑の蔭』（短編『レイニー・メモリー ロマールの裏が牙剥く』を収録） ISBN 978-4829117378
  3. 『ぺらぺらーず漫遊記』  ISBN 978-4829117903
  4. 『ぺらぺらーず漫遊記 乙女の巻』  ISBN 978-4829118740
- コミック
  1. 『Sword World ぺらぺらーず』 ISBN 978-4047125254 作画：かわく